# Carson Wentz
Carson James Wentz (* 30. Dezember 1992 in Raleigh, North Carolina) ist ein US-amerikanischer American-Football-Spieler auf der Position des Quarterbacks. Wentz spielte zuletzt für die Kansas City Chiefs in der National Football League (NFL) und College Football für North Dakota State. Im NFL Draft 2016 wurde er an zweiter Stelle von den Philadelphia Eagles ausgewählt, für die er bis 2020 spielte. Anschließend stand er bei den Indianapolis Colts, den Washington Commanders und den Los Angeles Rams unter Vertrag.

## Frühe Jahre
Wentz besuchte die Century High School in Bismarck (North Dakota), wo er im Footballteam als Quarterback und Defensive Back auflief. Neben Football spielte er außerdem Baseball und Basketball.

## College
Ab 2011 besuchte er die North Dakota State University, ein College der Kategorie Division I, wo er fortan für die Bisons spielte. Nachdem er die erste Saison ausgesetzt hatte, wurde er 2012 zum Backup-Quarterback für Brock Jensen ernannt. Seinen ersten Einsatz hatte er am 22. September 2012, als er gegen die Prairie View A&M University all seine acht Pässe für 93 Yards und einen Touchdown an den Mitspieler brachte. 2013 war er weiterhin Ersatzquarterback, kam jedoch in elf Spielen zum Einsatz. Insgesamt warf er in diesem Jahr 30 Pässe für 209 Yards und einen Touchdown.
2014 wurde er als Junior zum Starting-Quarterback der Bisons ernannt. Er führte seine Mannschaft zu einer Bilanz von 15 Siegen und einer Niederlage und anschließend ins NCAA Division I Football Championship Game, wo er mit seinem Team Illinois State mit 29:27 schlug und somit die vierte Meisterschaft in Folge für North Dakota State einfuhr. In 16 Spielen vervollständigte er 228 von 358 Passversuchen für 3.111 Yards, 25 Touchdowns und 10 Interceptions. Zudem erlief er zusätzlich 642 Yards und sechs weitere Touchdowns.
2015, in seinem fünften und letztem Jahr am College, verpasste er acht Spiele mit einem gebrochenen Handgelenk. Im Dezember kehrte er ins Team zurück und führte seine Mannschaft zur fünften Meisterschaft am Stück, als er zwei Touchdowns erlief und für einen weiteren passte. Er wurde im zweiten Jahr in Folge zum besten Spieler des Championship Games gewählt.

## NFL

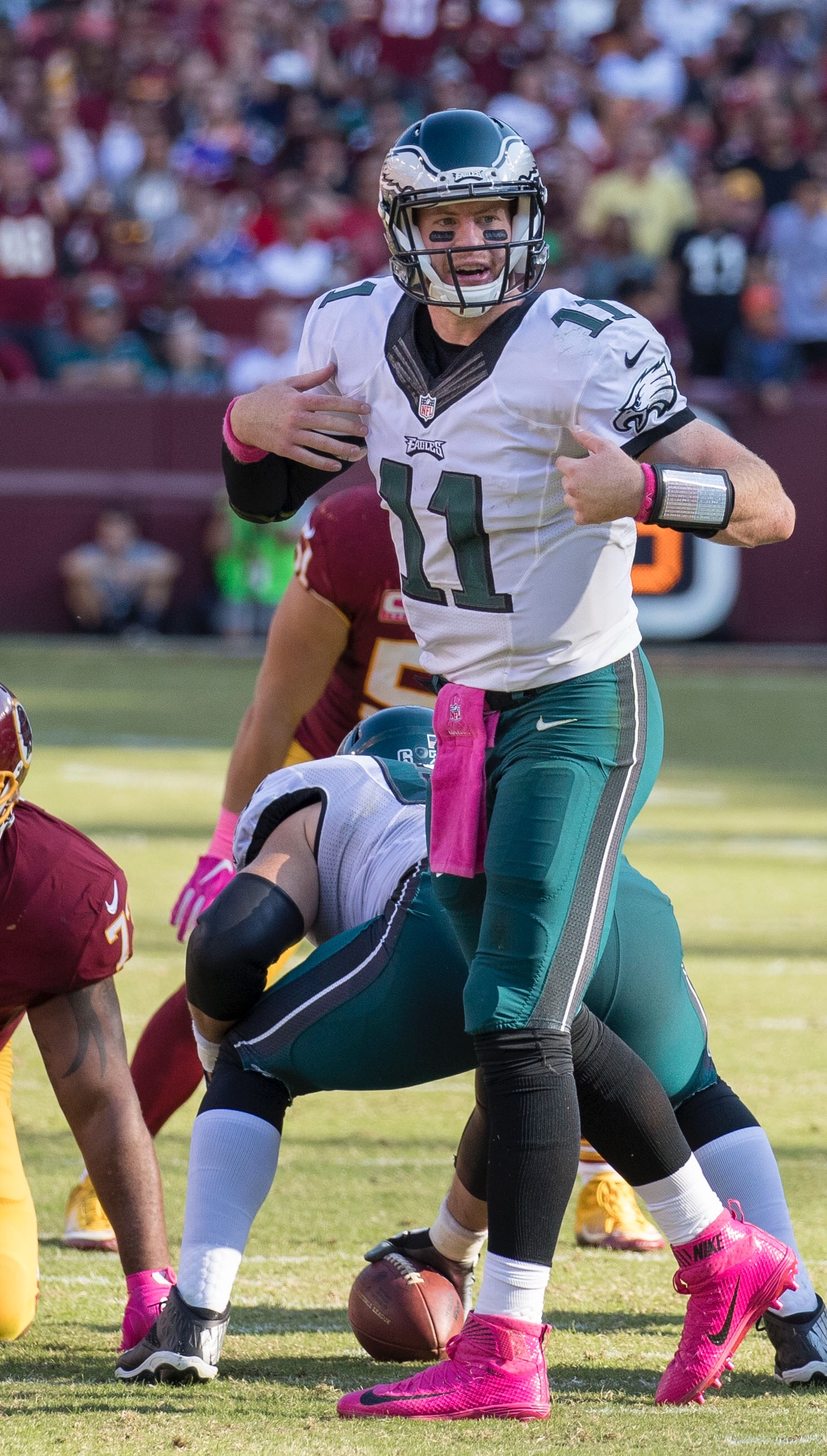
Wentz (2016)

### Philadelphia Eagles
Im NFL Draft 2016 wurde er als zweiter Spieler hinter Jared Goff von den Philadelphia Eagles ausgewählt. Damit ist er der erste Quarterback seit Donovan McNabb im Jahr 1999, den die Eagles in der ersten Runde gedraftet haben. Um ihn an zweiter Stelle verpflichten zu können, gaben die Eagles drei Top-100-Picks im Draft 2016, einen Erstrundenpick für 2017 und einen Zweitrundenpick für den Draft 2018 an die Cleveland Browns ab. Am 12. Mai 2016 unterschrieb er bei den Philadelphia Eagles einen Vierjahresvertrag, der ihm über diese Zeit 26,67 Millionen US-Dollar einbringen wird.
Da Wentz in seiner Collegekarriere bei den Bisons in der FCS (einer Subdivision der NCAA Division I) und damit nicht in der höchsten College-Football-Liga gespielt hatte, war er nach Einschätzung vieler Experten und Coaches noch nicht bereit, sofort die Rolle des Starting-Quarterbacks zu übernehmen. Dementsprechend war er bei den Eagles zunächst nur als dritter Quarterback hinter Starter Sam Bradford und Back-Up Chase Daniel vorgesehen. Der Plan der Eagles sah ursprünglich vor, Wentz in seiner Rookiesaison nicht spielen zu lassen, sondern ihm stattdessen mindestens ein Jahr Zeit zu geben, sich an die Härte und Geschwindigkeit der NFL anzupassen und hinter seinen beiden Teamkollegen zu lernen sowie weiter an seinen eigenen Fertigkeiten zu arbeiten. Jedoch wurde Sam Bradford etwa eine Woche vor Beginn der Regular Season für einen Erstrundenpick und einen perspektivischen Viertrundenpick im NFL Draft 2017 zu den Minnesota Vikings getauscht. Kurz davor hatte sich Teddy Bridgewater, der Quarterback der Vikings, im Training einen Kreuzbandriss sowie eine Knieverrenkung zugezogen, weshalb er mindestens für die gesamte Saison 2016 ausfiel. Zwei Tage später wurde Wentz von Head Coach Doug Pederson zum Starter für das erste Spiel der Regular Season gegen die Cleveland Browns ernannt.
In seinem NFL-Debüt führte Wentz die Eagles souverän zu einem 29:10-Sieg, warf Pässe für 278 Yards und 2 Touchdowns und erreichte damit ein Quarterback Rating von 101.
In der Saison 2017 zeigte Wentz überragende Leistungen, warf 33 Touchdowns bei 3.296 Yards Raumgewinn und erreichte mit den Eagles als bestes Team der NFC die Play-offs. Er selbst musste aber bei den Play-offs aussetzen, weil er sich am 14. Spieltag der Regular Season einen Kreuzbandriss zuzog. Deshalb kam Ersatz-Quarterback Nick Foles zum Einsatz, mit dem die Eagles den Super Bowl LII gewannen.
Erst in Woche 3 der Saison 2018 feierte Wentz sein Comeback und führte sein Team zu einem 20:16-Erfolg gegen die Indianapolis Colts. Bereits am 14. Dezember 2018 bedeutete eine Stressfraktur an der Wirbelsäule das erneute Saisonaus für Wentz. Im Juni 2019 verlängerten die Eagles den Vertrag mit Wentz um vier Jahre bis 2024. Die Vertragsverlängerung garantiert Wentz 107 Millionen Dollar, was neuer NFL-Rekord ist.
Nach schwachen Leistungen in den Spielzeiten 2019 und 2020 verlor Wentz die Rolle des Starting-Quarterback an Jalen Hurts. Daher einigten sich die Eagles im Februar 2021 auf einen Trade von Wentz zu den Indianapolis Colts, die nach dem Rücktritt von Philip Rivers nach einem neuen Quarterback suchten. Philadelphia erhielt für Wentz einen Drittrundenpick 2021 und einen Erstrundenpick 2022.

### Indianapolis Colts
Bei den Colts war Wentz von Beginn an der Starting-Quarterback. Er warf in 17 Spielen als Starter 27 Touchdownpässe und sieben Interceptions. Da Wentz vor allem zum Ende der Regular Season schwache Leistungen zeigte und die Colts nach einer überraschenden Niederlage gegen die Jacksonville Jaguars am letzten Spieltag den Einzug in die Play-offs verpassten, galt er für die folgende Saison nicht mehr als für die Position des Starting-Quarterbacks bei den Colts gesetzt. Im März 2022 einigten sich die Colts darauf, Wentz im Austausch für zwei Drittrundenpicks an die Washington Commanders abzugeben.

### Washington Commanders
Wentz ging als Starting-Quarterback der Commanders in die Saison. Er gewann mit Washington nur zwei der ersten sechs Partien, bevor er mit einer Fingerverletzung an der Wurfhand verletzungsbedingt ausfiel und durch Taylor Heinicke ersetzt wurde. Da sie mit Heinicke fünf der nächsten sechs Spiele gewannen, blieb er auch nach Wentz’ Genesung Starter. Nach schwachen Leistungen von Heinicke wurde Wentz am sechzehnten Spieltag wieder für ihn eingewechselt und war in der folgenden Woche Starter. Bei der 10:24-Niederlage gegen die Cleveland Browns warf Wentz drei Interceptions, dadurch schieden die Commanders aus dem Play-off-Rennen aus. Für den letzten Spieltag wurde Wentz erneut auf die Bank gesetzt, Sam Howell erhielt den Vorzug. Nach Saisonende wurde Wentz am 27. Februar 2023 entlassen.

### Los Angeles Rams
Am 8. Oktober 2023 nahmen die Los Angeles Rams Wentz unter Vertrag. Als Backup von Matthew Stafford kam er zu einem Einsatz am letzten Spieltag der Regular Season, als die Rams ihre Starter schonten.

### Kansas City Chiefs
Im April 2024 schloss Wentz sich den Kansas City Chiefs an.